# علاءالدین شهر (فلوریدا)
علاءالدین شهر، فلوریدا (به انگلیسی: Aladdin City, Florida) یک محدوده ثبت‌نشده در ایالات متحده آمریکا است که در شهرستان میامی-دید، ایالت فلوریدا است.

## خصوصیات
علاءالدین شهر ۳٫۰۵ متر بالاتر از سطح دریا واقع شده‌است.